# 애덤 골드스타인
애덤 마이클 골드스타인(영어: Adam Michael Goldsteins, 1973년 3월 30일 ~ 2009년 8월 28일)은 미국의 디스크자키이다.

## 사망
갖가지 설이 난무하고 있으나 약물과용으로 인한 죽음이란 설이 가장 유력하다.